# Yogacara de Asia oriental
Yogacara de Asia oriental (chino tradicional: 唯識宗; pinyin: Wéishí-zōng; pronunciación japonesa: Yuishiki-shū; coreano: 법상종 " Escuela Única conciencia ", o "Escuela Características del Dharma", chino tradicional: 法相宗; pinyin: Fǎxiàng-zōng; pronunciación japonesa: Hossō; coreano: 유식종), se refiere a las tradiciones de Asia Oriental que representan el sistema del pensamiento Togacara/Yogachara.

## Etimología
El término Faxiang en sí mismo fue aplicado por primera vez a esta tradición en la escuela de Huayan por el maestro Fazang (chino: 法藏), quien lo usó para caracterizar las enseñanzas de Única Conciencia como provisionales, tratando con las fenomenales apariencias de los dharmas. Los proponentes chinos preferían el título Wéishí (唯識), que significa "Sólo Conciencia" (Sánscrito Vijñaptimātra). Esta escuela también puede llamarse Wéishí Yújiāxíng Pài (唯識瑜伽行派 "Consciousness-Only Yogācāra School") o Yǒu Zōng (有宗 "School of Existence"). Yin Shun también introdujo una triple clasificación para las enseñanzas budistas que designa a esta escuela como Xūwàng Wéishí Xì (虛妄唯識系 "False Imagination Mere Consciousness System").

## Características
Al igual que la escuela de los fundadores Yogacara, la escuela de Faxiang enseña que nuestra comprensión de la realidad proviene de nuestra propia mente, en lugar de la experiencia empírica real. La mente distorsiona la realidad y la proyecta como realidad en sí misma. De acuerdo con la tradición de Yogacara, la mente se divide en las Ocho Conciencias y los Cuatro Aspectos de la Cognición, que producen lo que vemos como realidad.
El budismo de Faxiang también mantuvo la Doctrina de las Cinco Naturalezas (chino: 五性各別; pinyin: wǔxìng gèbié; Wade-Giles: wu-hsing ko-pieh), que lo llevó a un conflicto doctrinal con la escuela Budista del Tiantai en China.

## Historia en China

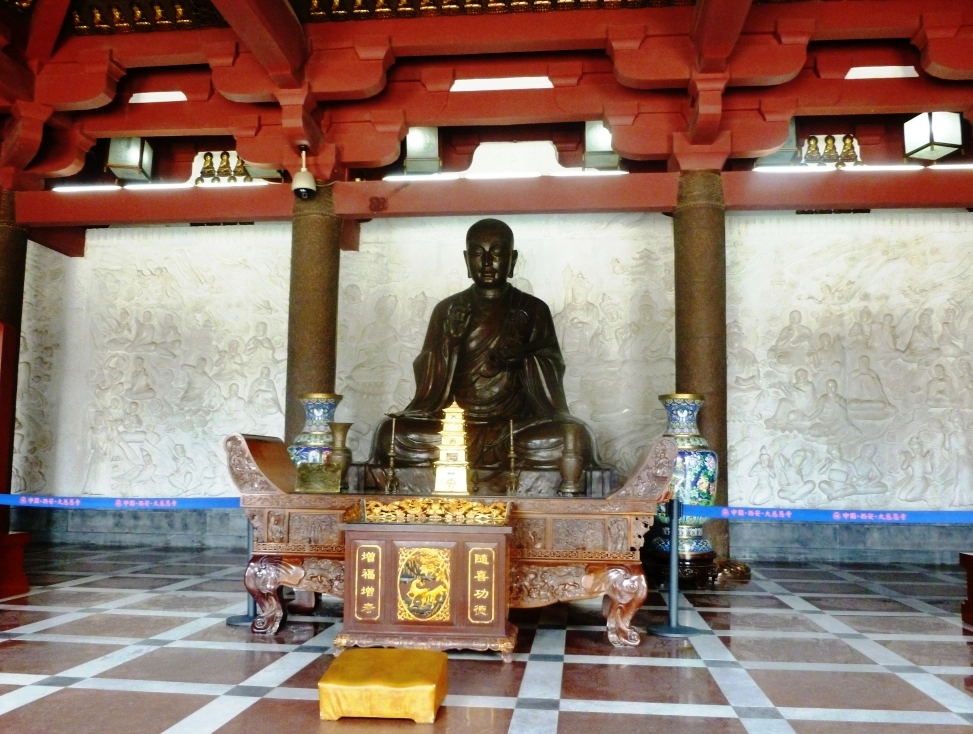
Estatua de Xuanzang en Gran pagoda del ganso salvaje en Xi'an, China.

### Historia temprana y los maestros
Las traducciones de textos indios de Yogacara fueron introducidas por primera vez en China a principios del siglo V. Entre ellas se encontraba la traducción de
 Lankavatara Sutra  en cuatro fascículos, lo que también sería importante en la historia temprana del budismo Chán.
Durante el siglo VI, el monje indio y traductor Paramartha difundió ampliamente las enseñanzas de Yogacara en China. Sus traducciones incluyen la Saṃdhinirmocana Sutra, la Madhyāntavibhāga-kārikā, la Triṃśikā-vijñaptimātratā, y la Mahāyānasaṃgraha. Paramartha también enseñó sobre los principios de la Conciencia Única, y desarrolló un gran número de seguidores en el sur de China. Muchos monjes y laicos viajaron largas distancias para escuchar sus enseñanzas, especialmente las de Mahāyānasaṃgraha.

### Xuanzang y Kuiji
Aunque las enseñanzas de Yogacara se han difundido ampliamente, la mayoría considera a Xuanzang (602-664) como el fundador más importante de Yogacara de Asia oriental. A la edad de 33 años, Xuanzang realizó un peligroso viaje a la India para estudiar el budismo allí y obtener textos budistas para su traducción al chino, un viaje que más tarde fue objeto de leyenda y que finalmente se fomentó como la novela clásica china de Viaje al Oeste, un componente importante de la cultura popular de Asia oriental, desde la ópera china hasta la televisión japonesa (Monkey Magic). Xuanzang pasó más de diez años en la India viajando y estudiando con varios maestros budistas. Estos maestros incluían Śīlabhadra, el abad de Nālandā Mahāvihāra, que entonces tenía 106 años de edad. Xuanzang fue tutelado en las enseñanzas de Yogacara por Śīlabhadra durante varios años en Nalanda. A su regreso de la India, Xuanzang trajo consigo un carro cargado de textos budistas, incluyendo importantes obras de Yogacara como la Yogacarabhumi-sastra. En total, Xuanzang había conseguido 657 textos budistas de la India. A su regreso a China, se le dio apoyo del gobierno y muchos ayudantes con el propósito de traducir estos textos al chino.
Como una importante contribución al Yogacara, Xuanzang compuso el tratado Cheng Weishi Lun, o "Discurso sobre la perfección de la conciencia única ". Este trabajo se enmarca en el de Vasubandhu Trimsika-vigñapti-matratá (‘Treinta estrofas sobre la conciencia como única realidad’). Xuanzang sostuvo que el comentario de Dharmapala de Nalanda sobre este trabajo era el correcto, y proporcionó sus propias explicaciones de estos y otros puntos de vista en el Cheng Weishi Lun. Este trabajo fue compuesto a instancias del discípulo Kuiji de Xuanzang, y se convirtió en una representación central del Yogacara de Asia oriental. Xuanzang también promovió prácticas de meditación devocional hacia el Maitreya Bodhisattva. El discípulo Kuiji, escribió una serie de comentarios importantes sobre los textos de Yogacara y desarrolló aún más la influencia de esta doctrina en China, y fue reconocido por sus seguidores posteriores como el primer verdadero patriarca de la escuela.

## La historia posterior y la era moderna
Con el tiempo, el chino Yogacara se debilitó debido a la competencia con otras tradiciones budistas chinas como Tiantai, Huayan, Chán y el Budismo de la Tierra Pura. Sin embargo, continuó ejerciendo influencia, y los budistas chinos confiaron mucho en sus traducciones, comentarios y conceptos, absorbiendo las enseñanzas de las otras tradiciones.
Las enseñanzas y conceptos Yogacara permanecieron populares en el budismo chino, incluyendo las visiones del bodhisattva Maitreya y las enseñanzas dadas por él en Tushita, generalmente observadas por meditadores avanzados. Un ejemplo es el de Hanshan Deqing durante la dinastía Ming. En su autobiografía, Hanshan describe el palacio de Maitreya en Tushita, escuchando una conferencia dada por Maitreya a un gran grupo de sus discípulos:

En un momento vi que unos monjes altos y dignos estaban en la fila ante el trono. De repente, un bhikkhu, con un sutra en la mano, bajó de detrás del trono y me entregó el sutra, diciendo: "El Maestro va a hablar de este sutra. Me pidió que te lo diera". Lo recibí con alegría pero cuando lo abrí vi que estaba escrito en letras sánscritas de oro que no podía leer. Lo puse dentro de mi túnica y pregunté: "¿Quién es el Maestro?" El bhikkhu respondió: "Maitreya".

Hanshan recuerda la enseñanza dada de la siguiente manera:

Maitreya dijo: "La discriminación es conciencia. La no discriminación es sabiduría. El aferrarse a la conciencia traerá desgracia, pero el aferrarse a la sabiduría traerá pureza. La desgracia lleva al nacimiento y a la muerte, pero la pureza lleva al Nirvana". Lo escuché como si estuviera en un sueño dentro del sueño. Su voz, como el sonido del tintineo del cristal, flotaba en el aire. Podía oírlo tan claramente que incluso cuando desperté sus palabras seguían repitiéndose en mi mente. Ahora me di cuenta de la diferencia entre conciencia y sabiduría. Ahora me di cuenta también que el lugar donde yo había estado en mi sueño era la Cámara del Buda Maitreya en el Cielo Tushita.

A principios del siglo XX, los laicos Yang Wenhui y Ouyang Jian (歐陽漸) (1871-1943) promovieron el aprendizaje budista en China, y la tendencia general fue hacia un aumento de los estudios sobre tradiciones budistas como Yogacara, Sanlun y Huayan. En su libro de 1929 sobre la historia del budismo chino, Jiang Weiqiao escribió: 

En los tiempos modernos, hay pocos sramaṇa que investigan [Faxiang]. Sin embargo, varios laicos consideran que este campo de estudio es riguroso, sistemático, claro y cercano a la ciencia. Por esta razón, ahora hay mucha gente investigándolo. Preeminentes entre los que escriben sobre el tema son los de la Academia de Estudios Internos de Nanjing, dirigida por Ouyang Jian.

Ouyang Jian fundó el Instituto Chino de Estudios Internos ( 支那 內 學院 ), que brindó educación en las enseñanzas de Yogacara y la clase de sātras de Mahāyāna prajñā, impartida tanto a monásticos como a laicos. Muchos eruditos budistas chinos modernos son descendientes de la segunda generación de esta escuela o han sido influenciados por ella indirectamente.

## Historia en Japón

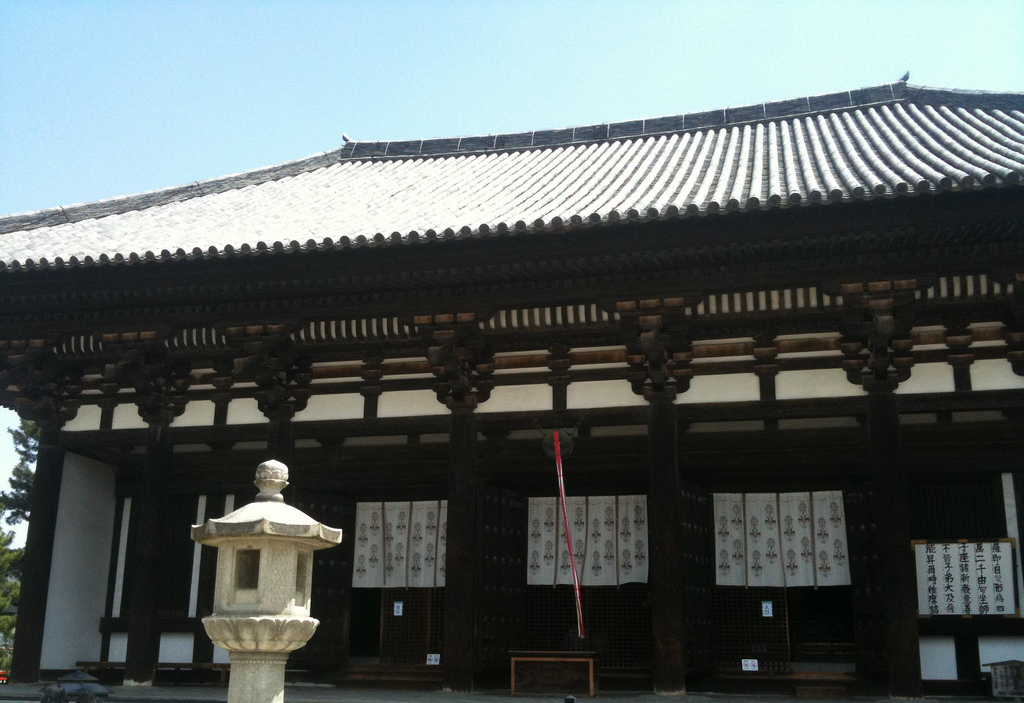
The Eastern Golden Hall o Tokondo (東 金堂) de Kōfuku-ji, Nara, Japón. El Templo Kofuku-ji es el templo principal de la Escuela Yogacara en Japón.

Las enseñanzas de única conciencia fueron transmitidas a Japón como Hossō, y tuvieron un impacto considerable. Uno de los fundadores de la secta Hossō en Japón fue Kuiji. Aunque existe una secta Hossō relativamente pequeña en Japón hasta el día de hoy, ha sobrevivido mucho tiempo después de su desaparición en Corea y China, aunque su influencia ha disminuido a medida que el centro de la autoridad budista se alejaba de Nara, y con el surgimiento de las escuelas de budismo Ekayana. Durante su apogeo, los eruditos de la escuela Hossō debatieron frecuentemente con otras escuelas emergentes. Tanto el fundador del budismo Shingon, Kūkai, como el fundador de Tiantai, Saichō, intercambiaron cartas de debate con el erudito Tokuitsu de Hossō, que se volvió particularmente acalorado en el caso de Saichō. Sin embargo, Hossō mantuvo relaciones amistosas con la secta esotérica de Shingon, y adoptó sus prácticas al mismo tiempo que proporcionó más becas sobre la filosofía Yogacara.
Hōnen, fundador de la secta Tierra Pura Jōdo shū, también buscó el consejo de los eruditos de Hossō de su tiempo como monje novicio, y más tarde debatió con ellos después de establecer su secta. Otro erudito de Hossō, Jōkei, se encontraba entre los críticos más duros de Hōnen, y frecuentemente trató de refutar sus enseñanzas, al mismo tiempo que se esforzaba, como lo hizo Hōnen, por hacer que el budismo fuera accesible a una audiencia más amplia al revivir la devoción al bodhisattva Maitreya y al enseñar a sus seguidores los beneficios de un renacimiento en Tushita en lugar de en la tierra pura de Amitābha. Jōkei es también una figura destacada en los esfuerzos por revivir la disciplina monástica en lugares como Tōshōdai-ji, Kōfuku-ji y contó entre sus discípulos a otros notables monjes, incluyendo a Jianzhen, quien fundó la secta shingon ritsu.
Durante la era Meiji, a medida que el turismo se hacía más común, la secta Hossō era propietaria de varios templos famosos, especialmente Hōryū-ji y Kiyomizu-dera. Sin embargo, como la secta Hossō había cesado el estudio budista siglos antes, los sacerdotes principales no estaban contentos con dar parte de sus ingresos de turismo a la organización de la secta. Tras el final de la Segunda Guerra Mundial, los propietarios de estos templos populares se separaron de la secta Hossō, en 1950 y 1965, respectivamente. La secta aún mantiene a Kōfuku-ji y Yakushi-ji.

## Historia en Corea
El pensamiento Yogacara de Asia oriental (chino : 法相 宗 ; pronunciación coreana : Beopsang) fue transmitido a Corea. La figura coreana más conocida del beopsang fue Woncheuk, que estudió con el monje chino Xuanzang. Woncheuk es bien conocido entre los estudiosos del budismo tibetano por su comentario sobre el Saudhinirmocana Sutra. Mientras estaba en China, Woncheuk tomó como discípulo a un monje nacido en Corea llamado Dojeung, quien viajó a Silla en el 692 y propuso y propagó la tradición exegética de Woncheuk allí donde nació. En Corea, las enseñanzas beopsang no duraron mucho tiempo como una escuela distinta, pero al igual que en China, sus enseñanzas se incluyeron con frecuencia en escuelas de pensamiento posteriores.